# Neargyria argyraspis
Neargyria argyraspis là một loài bướm đêm trong họ Crambidae.